# Аштадхьяи
«Аштадхьяи» или «Восьмикнижие» (санскр. अष्टाध्यायी = «восьмикнижная», или «Восемь уроков»), также «Панини-даршана» («учение Панини»), — древнеиндийская нормативная грамматика санскрита автора Панини (жил ок. V века до н. э.). Написана в форме сутр или афоризмов (числом 3996), разделённых на восемь книг (adhyâya), отсюда принятое ныне название. Являет систематизацию уже существовавшей грамматической традиции (вьякарана). Стала основой главного направления индийского языковедения — создания необходимых ритуальных текстов с помощью набора правил. Текст передавался устно и был записан несколько веков спустя, должен был заучиваться наизусть, чему способствовали его краткость, компактность и особенность композиции .
По выражению Вильсона, грамматика Панини — «может быть самое оригинальное произведение индийского ума». Если в античной Европе происходил анализ имевшихся текстов, древняя грамматика Панини представляла собой опыт научного синтеза предшествовавших трудов. Тексту подражали как в древней Индии, так и за рубежом, например в древнем Китае. После знакомства с грамматикой в XIX веке, европейцы воспользовались ей в ходе создания сравнительной грамматики, в развитии фонетики, морфологии и морфонологии.

## Содержание
Индусами содержание считается боговдохновенным. Делится на восемь книг-уроков (адхьяя), каждый урок — четырёхшаговый, то есть делится на четыре части (пады = 1/4), составленные из кратко сформулированных сутр, общим числом 3996. В каждой сутре всего несколько слогов-формул для соединения морфем внутри слова, для сочетания слов, для фонетических изменений (сандхи) на стыках морфем (внутреннее сандхи) и границах слов (внешнее сандхи).
Содержит тщательно разработанную терминологию, отдельные термины которой (например, «сандхи») перешли в индийскую лингвистику. Содержит понятие «нулевого элемента» (нулевой формы) в языке как значимого отсутствия.

## Переводы
- Английский перевод индийского математика Sris Chandra Vasu[англ.] (Аллахабад, 1891)
- Английский перевод — W. Goonetilleke (Бомбей, 1892).
- Французский — Renou L.[англ.] La grammaire de Panini (Париж, 1947 — 1954).

## Издания с комментариями
- 1876 — Kasika, «A commentary on Pánini’s grammatical aphorisms by Pandit Jayáditya», ed. by Bala Sastri (Бенарес, 1876—1878);
- 1856 — «Mahabhashya: the great comm. by Patanjali etc.», Ed. by Ballantyne (Мирзапур, 1856);
- 1878 — «Patanjali. Vyâkarana-Mahâbhâshya etc., ed. by Kielhorn» (Бомбей, 1878—1885);
- 1811 — «Siddhanta-Kaumudi. Bhattojidikshita’s Commentar etc.» (Калькутта, 1811; нов. издание, Калькутта, 1865);
- 1871 — с комментарием Tarkavacháspati (2 изд., Кальк., 1871).
- 1992 — Shivram Dattatray Joshi[англ.], «The Aṣṭādhyāyī of Pāṇini with translation and explanatory notes», Pāṇini, Éd. Sahitya Akademi[англ.], 1992.